# Приветное (Драбовский район)
Приветное (укр. Привітне; до 2016 года — Петровского, укр. Петровського) — село в Драбовском районе Черкасской области Украины.
Почтовый индекс — 19831. Телефонный код — 4738.

## Население
Население по переписи 2001 года составляло 310 человек.

### Языковой состав
Родной язык населения по данным переписи 2001 года:
| Язык       | Численность, чел. | Доля     |
| ---------- | ----------------- | -------- |
| Украинский | 299               | 96,45 %  |
| Русский    | 11                | 3,55 %   |
| Итого      | 310               | 100,00 % |

## Местный совет
19831, Черкасская обл., Драбовский р-н, с. Нехайки, ул. Ворошилова, 2

## История
До 1941 года хутор Петровский.
До октябского переворота хутор Падалка.